# Liste der Bodendenkmäler in Havixbeck
Die Liste der Bodendenkmäler in Havixbeck enthält die denkmalgeschützten unterirdischen baulichen Anlagen, Reste oberirdischer baulicher Anlagen, Zeugnisse tierischen und pflanzlichen Lebens und paläontologischen Reste auf dem Gebiet der Gemeinde Havixbeck im Kreis Coesfeld in Nordrhein-Westfalen (Stand: September 2020). Diese Bodendenkmäler sind in Teil B der Denkmalliste der Gemeinde Havixbeck eingetragen; Grundlage für die Aufnahme ist das Denkmalschutzgesetz Nordrhein-Westfalen (DSchG NRW).
| Bild           | Bezeichnung                                                | Lage                 | Beschreibung | Bauzeit | Eingetragen seit | Denkmal- nummer |
| -------------- | ---------------------------------------------------------- | -------------------- | ------------ | ------- | ---------------- | --------------- |
|                | Landwehrteilstück Kirchspiel Albachten                     |                      |              |         |                  | 1               |
| weitere Bilder | Jüdischer Friedhof                                         | Schützenstraße Karte |              |         | 08.10.2007       | 2               |
|                | Teilstück der Havixbecker Kirchspielslandwehr (a, b und c) |                      |              |         | 16.04.1999       | 3               |
| BW             | Bodendenkmal Haus Hülshoff                                 | Schonebeck 6 Karte   |              |         | 08.03.2010       | 4               |